# Chucho Rodríguez
Jesús "Chucho" Rodríguez Ramírez (* 11. Juli 1918 in Chihuahua; † 6. Februar 1991) war ein mexikanischer Komponist, Arrangeur, Pianist und Orchesterleiter.
Rodríguez studierte an der Escuela Libre de Música  in Mexiko-Stadt Klavier, Kontrabass, Geige, Orgel und Gitarre und war dann Mitglied verschiedener Musikgruppen. Sein Erfolg als Komponist begann 1942 mit dem Song Cosas del ayer (mit Ramón Marquéz), der von Genaro Salinas und der Gruppe Son Clave de Oro beim Sender XEW interpretiert und bei RCA Records von Chucho Martínez Gil aufgenommen wurde.
Als Arrangeur, Pianist und Orchesterleiter arbeitete er mit Sängern wie Mario Alberto Rodríguez, Fernando Fernández, Lupita Ferrer, Lupita Palomera, Julio Jaramillo, María Victoria, Felipe Pirela, Blanca Rosa Gil, Johnny Albino, Olga Guillot, Virginia López, Toña la Negra und María Luisa Landín zusammen. Er spielte und komponierte Musik zu mehr als 70 Filmen, darunter Songs wie Nube negra, Besos de fuego, Embrujo, Qué más puedo pedir, Quiéreme quiéreme und No te vayas. 